# 上茜部城
上茜部城（かみあかなべじょう）は、岐阜市茜部本郷2丁目にあった戦国時代の日本の城。別名茜部城。

## 歴史
近江国の出身といわれている、堀資重により築城される。（時期不明。1550年以前？）
子孫の堀秀政は織田信長、豊臣秀吉に仕える。特に豊臣秀吉の元で様々な武功をあげ、秀吉には無くてはならない人物となる。しかし、小田原攻めの最中、陣中で病死。秀吉は大変嘆いたという。秀吉は小田原を平定後、関八州を秀政に与える考えがあったようである。
廃城時期は不明であるが、堀秀政が1581年に長浜城城主、1585年に北ノ庄城城主となっている事から、この頃には廃城された可能性が高い。

## 城跡

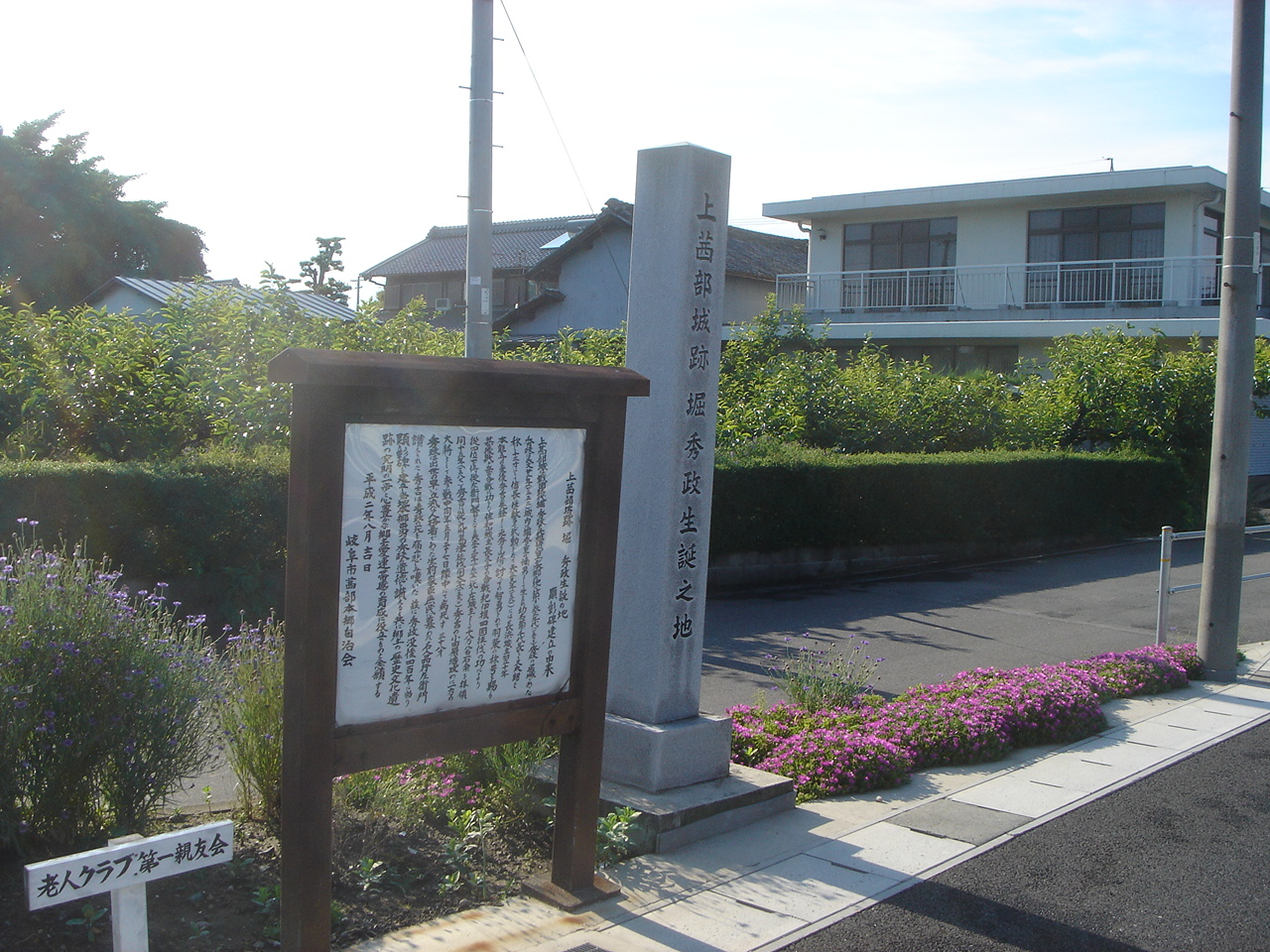
国道脇にある石碑

城跡は国道157号沿いにあり、1990年に堀秀政没後400年として、上茜部城跡堀秀政顕彰碑という石碑がある。